# Didi (compositor)
Gustavo Adolfo de Carvalho Baeta Neves (Rio de Janeiro, 1936 — 1987), conhecido como Didi, foi um compositor brasileiro.
Formou-se em Direito e foi procurador da República. Por pressão da família, manteve em segredo sua atividade na escola de samba União da Ilha do Governador, adotando para isso o pseudônimo de Didi. Em 1955, pela primeira vez, a escola desfilou cantando um samba-enredo de sua autoria. Chamou a atenção de Jamelão, que gravou Epopéia do Petróleo, samba defendido pela Ilha em 1956. 
Já na década de 1970, pediu exoneração do cargo de procurador e passou a trabalhar como corretor de imóveis, ao mesmo tempo que continuava compondo sambas-enredo para a Ilha e o Salgueiro. No total, compôs 22 sambas-enredo. Consagrou-se com O Amanhã (1978), gravado por Simone. Seu maior sucesso, porém, foi É Hoje (1982), regravado por Caetano Veloso e depois por Fernanda Abreu. A própria União da Ilha usaria novamente o samba no seu desfile de 2008.
Sofreu um derrame em 1987, ano em que venceu sua última disputa de samba-enredo, com E Por Que Não?, no Salgueiro. Morreu naquele mesmo ano. Em 1991, foi homenageado pela União da Ilha, que desfilou com o enredo De Bar em Bar: Didi, um Poeta.

## Principais obras
- 1955 - Fundação da Cidade do Rio de Janeiro - União da Ilha do Governador (com Aurinho da Ilha)
- 1956 - Epopéia do Petróleo - União da Ilha do Governador  (com Aurinho da Ilha)
- 1959 - Paisagens da Ilha - União da Ilha do Governador  (com Aurinho da Ilha)
- 1960 - Homenagem às Forças Armadas - União da Ilha do Governador  (com Aurinho da Ilha)
- 1962 - Homenagem a Catulo da Paixão Cearense - União da Ilha do Governador  (com Aurinho da Ilha)
- 1978 - O Amanhã - União da Ilha do Governador (com João Sérgio)
- 1979 - O Que Será? - União da Ilha do Governador (com Aroldo Melodia)
- 1982 - É Hoje - União da Ilha do Governador (com Mestrinho)
- 1984 - Quem Pode, Pode, quem não Pode... - União da Ilha do Governador  (com Aurinho da Ilha)
- 1985 - Um Herói, Uma Canção, Um Enredo - União da Ilha do Governador -  (com Aurinho da Ilha e Aritana)
- 1987 - E Por Que Não? - Acadêmicos do Salgueiro (com Bala e Cezar Veneno)